# てんやわんや
『てんやわんや』は、『毎日新聞』に1948年から1949年にかけて連載された獅子文六による日本の小説、またそれを原作とする日本映画である。

## 概要
太平洋戦争の終戦直後、獅子文六が妻の実家がある愛媛県宇和島市津島町（旧北宇和郡岩松町）に疎開していた時の様子を題材としている。
宇和島市を題材にした『大番』と同じく愛媛県南予地方の人情、文化、方言などを詳しく知ることができ、この地方特有の「牛の突き合い」（闘牛）、「牛鬼」（お祭りの練り物）、岩松川の大うなぎ（愛媛県の天然記念物）、とっぽ話（ホラ話）や戦後すぐにおこった「南海大地震」などが興味深く紹介されている。

## ストーリー
主人公犬丸順吉は、戦犯の容疑を恐れ、師事していた代議士鬼塚の郷里「相生町」（津島町がモデル）に疎開する。彼は鬼塚の紹介で「相生長者」の家に食客として住み着き、彼や彼の知人から厚遇される。饅頭食いの越智善助、うなぎ取りの名人田鍋拙雲、謄写版恋文三割歩留り多賀谷青年など、ユニークな人物が多く登場することで、戦後の荒廃した東京と、のんびりとした「相生町」の好対照が見事に描かれている、獅子文六の代表作のひとつである。

## 映画版
小説を原作とする映画が1950年に公開された。宝塚歌劇団出身である淡島千景の映画デビュー作で、第1回ブルーリボン賞主演女優賞を受賞している。

### キャスト
- 犬丸順吉 佐野周二
- 花輪兵子 淡島千景
- あやめ 桂木洋子
- 鬼塚玄三 志村喬
- 玉松勘左衛門 三島雅夫
- 越智善助 藤原鎌足
- 田鍋民平 薄田研二
- お益 望月美恵子
- 佐賀谷 三井弘次
- 清六 三津田健
- 妻 紅沢葉子
- 品子 佐々木恒子
- 銅八 高堂国典
- 妻 高松栄子
- 番頭川田 清水一郎
- 漁師 山路義人
- 勝っちゃん 中川健三
- 岩渕 諸角啓二郎
- 五郎 北原繁
- 清家 長尾寛
- バス車掌 中尾照子
- 社員 増田順二、長尾敏之助、永井達郎、泉時彦
- キャバレー踊子 ベテイ丸山

## その他
- 小説にちなんだ菓子として、「大野文六堂」の「文六餅」、「浜田三島堂」の「善助餅」がある[2]。
- 地元の大畑旅館には、獅子文六が執筆していた部屋が保存されている。
- 漫才コンビの獅子てんや・瀬戸わんやは本作から名前を取ったものである。
- 越智善助の食べた饅頭の数は原作では31個だが映画では51個になっている。因みに浜田三島堂の「善助餅」のコマーシャルも51個である。